# Johannes Bloemen
Johannes Dirk Bloemen (ur. 26 maja 1864 w Amsterdamie, zm. 15 marca 1939 w Alkmaar) – holenderski pływak, uczestnik Letnich Igrzysk w 1900 w Paryżu.
Zajął 4. miejsce w wyścigu na 200 metrów stylem grzbietowym podczas Letnich Igrzysk w 1900.